# NGC 1106
NGC 1106 (другие обозначения — UGC 2322, MCG 7-6-76, ZWG 539.112, IRAS02474+4127, PGC 10792) — линзообразная галактика (S0) в созвездии Персей.
Этот объект входит в число перечисленных в оригинальной редакции «Нового общего каталога».
В NGC 1106 обнаружена мазерная эмиссия H2O с изотропной светимостью 180 L⊙.
Объект обладает активным ядром и относится к сейфертовским галактикам типа II.
Галактика NGC 1106 входит в состав группы галактик NGC 1086. Помимо NGC 1106 в группу также входят NGC 1086 и UGC 2350.